# Meyerophytum meyeri
Meyerophytum meyeri là một loài thực vật có hoa trong họ Phiên hạnh. Loài này được (Schwantes) Schwantes mô tả khoa học đầu tiên năm 1927.